# Campionati mondiali di ginnastica ritmica 2009 - Fune individuale
La finale della fune individuale si è svolta al Sun Arena l'8 settembre 2009.

## Finale
| Pos.    | Nome               | Diff. | Art.  | Esec. | Pen. | Totale |
| ------- | ------------------ | ----- | ----- | ----- | ---- | ------ |
| Oro     | Evgenija Kanaeva   | 9.250 | 9.700 | 9.400 |      | 28.350 |
| Argento | Dar'ja Kondakova   | 9.075 | 9.450 | 9.350 | 0.05 | 27.825 |
| Bronzo  | Anna Bessonova     | 8.975 | 9.400 | 9.200 |      | 27.575 |
| 4       | Melitina Staniouta | 8.850 | 9.150 | 9.100 |      | 27.100 |
| 5       | Anna Gurbanova     | 8.400 | 8.950 | 8.900 |      | 26.250 |
| 6       | Irina Risenson     | 8.300 | 8.950 | 9.000 | 0.05 | 26.200 |
| 7       | Aliya Garayeva     | 8.450 | 9.050 | 8.700 | 0.10 | 26.100 |
| 8       | Silviya Miteva     | 8.375 | 8.900 | 8.600 |      | 25.875 |